# One of the Best Yet
One of the Best Yet – siódmy album studyjny amerykańskiego duetu hip-hopowego Gang Starr wydany 1 listopada 2019 roku nakładem wytwórni Gang Starr Entertainment. Wydawnictwo ukazało się 16 lat od premiery ostatniego krążka grupy The Ownerz oraz ponad dziewięć lat od śmierci członka grupy Guru.
Album został w całości wyprodukowany przez DJ-a Premiera, który wykorzystał niepublikowane wcześniej zwrotki Guru i wyprodukował wszystkie podkłady. Na albumie gościnnie pojawili się między innymi J. Cole, M.O.P., Group Home, Royce da 5’9” oraz Talib Kweli.

## Tło powstania
Po wydaniu album The Ownerz w 2003 roku grupa de facto zawiesiła działalność. Od tego czasu muzycy działali solowo. Na początku 2010 roku Guru zapadł w śpiączkę, a w kwietniu tego samego roku raper zmarł na raka. Od tego czasu wiele magazynów i portali muzycznych zastanawiało się istnieje jeszcze szansa na kolejny album Gang Starr, jednak DJ Premier ucinał wszelkie spekulacje. Niespodziewanie 18 września 2019 roku na Instagramie, Twitterrze i Facebooku DJ-a Premiera pojawiło się nagranie wiadomości ze skrzynki pocztowej nagranej przez Nasa – wieloletniego przyjaciela zespołu, który pyta się czy to prawda, że producent szykuje nowy album Gang Starr. Na drugi dzień po zapowiedzi w serwisie YouTube i innych mediach strumieniowych pojawił się pierwszy singel z płyty „Family and Loyalty” z gościnnym udziałem J. Cole'a. 18 października ukazał się drugi singel z płyty zatytułowany „Bad Name”. Razem z singlem przedstawiono okładkę, potwierdzono tytuł płyty oraz datę premiery, którą wyznaczono na 1 listopada 2019 roku.

## Lista utworów
Wszystkie utwory zostały wyprodukowane przez DJ-a Premiera.
| Nr  | Tytuł utworu                                                        | Długość |
| --- | ------------------------------------------------------------------- | ------- |
| 1.  | „The Sure Shot (Intro)”                                             | 1:23    |
| 2.  | „Lights Out” (gościnnie M.O.P.)                                     | 3:37    |
| 3.  | „Bad Name”                                                          | 2:22    |
| 4.  | „Hit Man” (gościnnie Q-Tip)                                         | 2:22    |
| 5.  | „What's Real” (gościnnie Group Home i Royce da 5’9”)                | 3:24    |
| 6.  | „Keith Casim Elam (Interlude)”                                      | 0:16    |
| 7.  | „From A Distance” (gościnne Jeru the Damaja)                        | 2:31    |
| 8.  | „Family and Loyality” (gościnnie J. Cole)                           | 4:35    |
| 9.  | „Get Together” (gościnnie Ne-Yo i Nitty Scott)                      | 3:28    |
| 10. | „NYGz/GS 183rd (Interlude)”                                         | 1:10    |
| 11. | „So Many Rappers”                                                   | 2:11    |
| 12. | „Business Or Art” (gościnnie Talib Kweli)                           | 2:59    |
| 13. | „Bring It Back Here”                                                | 0:50    |
| 14. | „One Of The Best Yet (Big Shug Interlude)”                          | 0:29    |
| 15. | „Take Flight (Militia, Pt. 4)” (gościnnie Big Shug i Freddie Foxxx) | 2:56    |
| 16. | „Bless the Mic”                                                     | 2:36    |
|     |                                                                     | 37:09   |